# Dopo di me (Valerio Scanu)
Dopo di me è un brano musicale scritto da Malika Ayane, composto da Fernando Arnò ed interpretato dal cantante italiano Valerio Scanu, pubblicato nel maggio 2009 dalla casa discografica EMI, come secondo singolo estratto dall'EP di debutto, Sentimento.

## Tracce
Testi di Malika Ayane, musiche di Fernando Arnò; edizioni musicali Sugar Music Spa.
1. Dopo di me – 3:59

## Classifiche
| Classifica (2009) | Posizione massima |
| ----------------- | ----------------- |
| Italia            | 9                 |